# Victurnien-Jean-Baptiste de Rochechouart de Mortemart
Victurnien Jean-Baptiste Marie de Rochechouart, prince de Tonnay-Charente puis 10e duc de Mortemart (Everly, 8 février 1752 – Paris, 4 juillet 1812), est un officier et homme politique français des XVIIIe et XIXe siècles.
Il était de « l'illustre » maison de Rochechouart, dont une branche prit, à partir du XIVe siècle, le nom de la baronnie et marquisat de Mortemart (Haute-Vienne) érigé en duché-pairie en décembre 1650.

## Biographie
Frère aîné de Victurnien Bonaventure de Rochechouart, marquis de Mortemart, Victurnien Jean-Baptiste Marie de Rochechouart nait le 8 février 1752. Il est baptisé à Paris, paroisse Saint Sulpice . Il est le fils de Jean Victor de Rochechouart, 9e duc de Mortemart, pair de France, brigadier des armées du Roi (1712 - 1771), et de sa troisième épouse, Charlotte Nathalie de Manneville (1725 - 1762).
Il entre, en octobre 1768, à l'École d'artillerie de Strasbourg. En 1771, il devient capitaine commandant au régiment de Navarre.
Au décès de son père, le 30 juillet 1771, il lui succède comme duc de Mortemart et pair de France. Il est le dixième duc de Mortemart .
Le 20 mars 1774, il est nommé colonel du régiment de Lorraine-Infanterie. Le 1er janvier 1784, il est promu brigadier d'infanterie, puis le 9 mars 1788 maréchal-de-camp .
De 1771 à 1789, le prince François-Xavier de Saxe, oncle du roi Louis XVI fut son vassal et lui rendit foi et hommage, en qualité de seigneur de la terre et seigneurie de Préaux dans l'Yonne dont le duc de Mortemart était le suzerain.
Après avoir fait partie de la seconde assemblée des notables, et soutenu au parlement, en sa qualité de pair, les revendications des protestants, il est élu, le 24 mars 1789, député de la noblesse du Bailliage de Sens aux États généraux de 1789, en même temps que son frère est élu député de la Noblesse du Bailliage de Rouen.
Aux États-généraux, il soutient les plans de Necker. Il s'oppose aux réformes demandées par la majorité de l'assemblée. Il proteste notamment contre la suppression des droits de péage et de minage, et donne sa démission de l'Assemblée constituante le 20 avril 1790. Il est remplacé par son suppléant, le marquis de Maubec.
Il émigre en 1791, et, après avoir fait la campagne de 1792 à l'armée des princes, passe en Angleterre, où « le roi Georges III l'accueillit avec bienveillance » et « distinction ».
Commandant un corps de Français émigrés à la solde britannique, le duc de Mortemart revient sur le continent à l'automne 1794.
En 1795, il fait partie, des troupes débarquées à Guernesey, et passe, en 1796, au Portugal, où il sert jusqu'en 1802, son régiment étant licencié au moment de la paix d'Amiens.
Le duc rentre en France « où il vécut paisiblement ».
M. de Mortemart venait d'être nommé par l'Empereur membre du conseil général du département de la Seine , le 26 mars 1812, quand il est subitement emporté par une fièvre pernicieuse  le 4 juillet suivant.
Le duc de Mortemart cultivait les lettres. Il a laissé inédits plusieurs ouvrages « d'un ordre supérieur », tels qu'un poème de Joseph en Égypte, et une traduction en vers du Paradis perdu de Milton, ainsi que quelques contes et poésies légères.

### Titres
- 10e Duc de Mortemart et pair de France (1771-1812) ;
- Prince de Tonnay-Charente[4] ;
- Marquis d'Everly[6] ;
- Baron de Bray-sur-Seine[6] ;
- Seigneur de l'Île d'Yeu[6].

### Armoiries
Coupé d'un trait, parti de trois autres qui font huit quartiers au 1, de gueules, au croissant de vair (de Maure) ; au 2, d'azur, à trois fleurs-de-lis d'or au bâton péri en bande de gueules (de Bourbon) ; au 3, de gueules, à neuf macles d'or (de Rohan) ; au 4, burelé d'argent et d'azur de dix pièces à trois chevrons de gueules brochants sur le tout, le premier écimé (de La Rochefoucauld); au 5, d'argent, au guivre d'azur couronné d'or engoulant un enfant de gueules (de Milan-Visconti) ; au 6, de gueules, aux chaînes de Navarre d'or (de Navarre); au 7, de gueules, au pal de vair (d'Escars) ; au 8, d'hermine plain (Bretagne). Sur le tout fascé enté de six pièces d'argent et de gueules (de Rochechouart).,

## Mariages et descendance
- Deuxième fils de Jean-Victor de Rochechouart de Mortemart (1712-1771), duc de Mortemart et de Charlotte Nathalie de Manneville, Victurnien Jean Baptiste de Rochechouart de Mortemart épouse :
∞ (1°) le 11 juin 1772[5], Anne-Catherine-Gabrielle d'Harcourt de Lillebonne (8 mars 1753 - 11 avril 1778), fille unique de François-Henri (1726-1800), 5e duc d'Harcourt, pair de France, lieutenant-général des armées du roi, gouverneur de la province de Normandie, chevalier du Saint-Esprit et garde de l'oriflamme de France, et de Françoise-Catherine-Scholastique d'Aubusson-La Feuillade ;

∞ (2°) le 28 décembre 1782, Adélaïde-Pauline-Rosalie de Cossé-Brissac (23 janvier 1765 - 2 mai 1820), fille unique de Louis-Hercule-Timoléon de Cossé (1734-1792), duc de Brissac, pair et grand panetier de France, chevalier des ordres du Roi, lieutenant-général des armées, gouverneur de Paris, commandant en chef de la garde constitutionnelle du Roi  massacré à Versailles le 9 septembre 1792, et d'Adélaïde-Diane-Hortense Mancini-Mazarin, fille du duc de Nivernais. Le duc de Mortemart a eu pour enfants :
- - (1°) Anne-Victurnienne-Henriette (Paris, 7 mai 1773 - Dülmen, 10 juillet 1806), mariée, le 10 janvier 1789, avec Auguste-Philippe-Louis-Emmanuel, duc de Croÿ (1765-1822), pair de France, prince du Saint-Empire, grand d'Espagne de la première classe, etc., dont postérité ;
  - (1°) Nathalie Henriette Victurnienne (23 juin 1774 - 1854), dame du palais (1809-1814) de l'impératrice Marie-Louise, mariée, en 1792, avec Marc Étienne, prince de Beauvau-Craon (1773-1849), dont postérité ;
  - (1°) Catherine Victurienne Victorine (Paris, 4 juin 1776 - Paris, 15 juillet 1809), mariée, le 19 janvier 1807 à Paris Xe (ancien), avec Adrien François de Crussol (1778-1837), duc de Crussol, dont postérité ;
  - (1°) Aimé-Amable-Victurnien (né et mort les 4 et 18 avril 1778) ;
  - (2°) Aimeri-Jules-Victurnien (30 janvier 1785 - 14 février 1785) ;
  - (2°) Casimir-Louis-Victurnien (1787-1875), 11e duc de Mortemart, pair de France, marié le 26 mai 1810 avec Virginie de Sainte-Aldegonde (1789-1878), dont :
    - Postérité ;

  - (2°) Emma Nathalie Victurnienne (Château d'Everly, 7 mai 1790 - Neauphle-le-Vieux, août 1824), mariée le 10 mai 1810 au château d'Everly, avec Raymond-François de Beauvilliers (1790-1811), duc de Saint-Aignan, dont postérité ;
  - (2°) Antonie Louise Victurnienne (1792 - Paris, 30 janvier 1848), mariée, le 2 novembre 1813, avec Charles de Forbin, marquis de Janson (1783-1849), dont postérité ;
  - (2°) Alice Elfrida Victurnienne (10 juillet 1800 - Paris, 16 novembre 1887), mariée, en 1823 avec Paul (1802-1885), duc de Noailles, dont postérité.

## Pour approfondir